# 罗伯特·本奇利
罗伯特·查尔斯·本奇利（英語：Robert Charles Benchley，1889年9月15日—1945年11月21日），是美国的幽默作家，知名的电影演员，《生活》、《纽约客》杂志的评论家。

## 作品
- 《所有的事》（1921年）
- 《如何睡觉》（1935年）
- 《我不知所措的十年》（1936年）
- 《本奇利发狂》（1943年）

## 外部連結
- 罗伯特·本奇利在互联网电影资料库（IMDb）上的資料（英文）
- 在AllMovie上罗伯特·本奇利的頁面（英文）
- 互聯網百老匯資料庫（IBDB）上罗伯特·本奇利的資料（英文）
- Robert Benchley的作品  - 古騰堡計劃
- Robert Benchley  - 古滕堡分布式校对（加拿大）
- 互联网档案馆中罗伯特·本奇利的作品或与之相关的作品
- 來自罗伯特·本奇利的LibriVox公共領域有聲讀物